# 專責調查組
專責調查組（英文：Special Investigation Section，縮寫：SIS）隸屬於香港入境事務處執法及酷刑聲請審理部。

## 組織
專責調查組由一名總入境事務主任作主管，三名高級入境事務主任為其副手。

## 職責
專責調查組主要負責對有組織的入境罪行，包括在香港進行或涉及香港的偷運人口活動進行情報搜集及分析，亦與其他香港紀律部隊，以至中國大陸及海外執法機關合作，調查比較繁複的罪案。